# K-8 (ponorka)
K-8 byla sovětská jaderná ponorka projektu 627 „Кит“ („Кит“ znamená česky velryba; v kódu NATO třída November) se dvěma jadernými reaktory. Byla spuštěna na vodu 31. května 1959. 30. srpna 1960 byla zařazena do služby v Severním loďstvu.
Během služby došlo na ponorce ke dvěma závažným haváriím, přičemž při druhé z nich se v dubnu 1970 potopila i s jadernými zbraněmi na palubě v Biskajském zálivu. Zahynulo při tom 52 námořníků.

## Havárie

### 1960: Ztráta chlazení jaderného reaktoru
13. října 1960 (6 týdnů po přijetí do služby) během plavby k severnímu pólu v Barentsově moři pod velením kapitána Šumakova došlo k poruše na jednom z jaderných reaktorů, explodovalo potrubí chladicího okruhu, což vedlo k úniku chladiva. Bylo nutno přejít na záložní chladicí systém, aby se zabránilo přehřátí reaktoru, nicméně došlo k úniku radioaktivního plynu a několik mužů bylo zasaženo radioaktivitou.

### 1970: Biskajský záliv – oheň na palubě
Dne 8. dubna 1970 se během námořního cvičení Okean-70 ponorka nacházela v Biskajském zálivu v severním Atlantiku. Byla 490 kilometrů severozápadně od španělských břehů, když na palubě propukl požár. Oba jaderné reaktory byly zastaveny a kapitán Vsevolod Borisovič Bessonov nařídil opustit po vynoření plavidlo. Když se ale dostavila vlečná loď, dostal rozkaz nalodit se s posádkou zpět do ponorky. Během vlečení se na rozbouřeném moři 12. dubna 1970 ponorka potopila, i se 4 jadernými torpédy na palubě. Přežilo 73 a zahynulo 52 členů posádky. Jednalo se o první ztrátu sovětské ponorky s jaderným pohonem.